# Tropidonophis picturatus
Tropidonophis picturatus — вид змій родини полозових (Colubridae). Мешкає на Новій Гвінеї та на сусідніх островах.

## Поширення і екологія
Tropidonophis picturatus мешкають на Новій Гвінеї, а також на сусідніх островах Місоол, Салаваті і Вайгео в архіпелазі Раджа-Ампат. Вони живуть у вологих тропічних лісах, на берегах водойм. Зустрічаються на висоті від 200 до 1260 м над рівнем моря. Полюють на амфібій. Самиці відкладають яйця, в кладці відж 2 до 5 яєць.